# 美式風土情懷

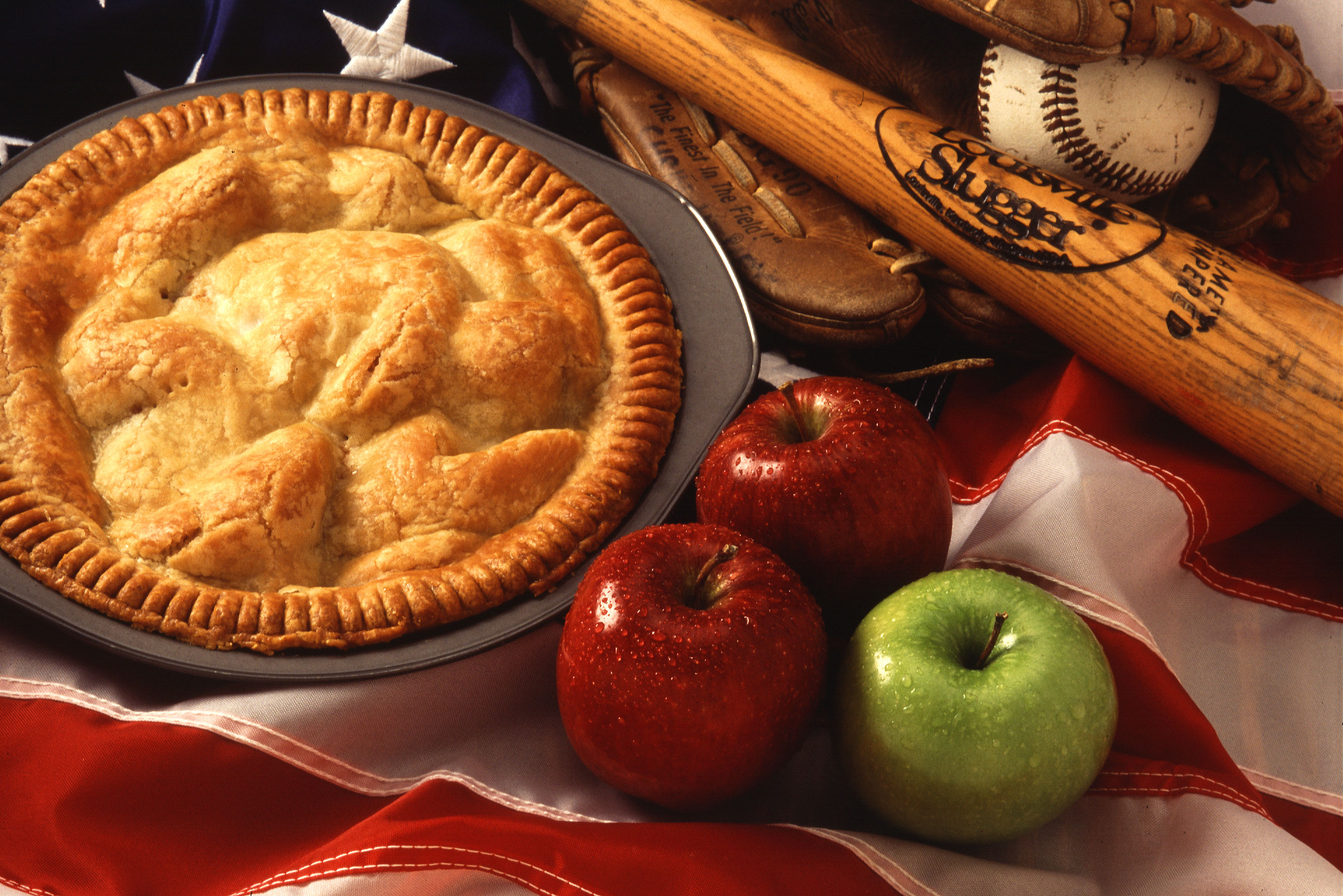
蘋果派、棒球以及美國國旗，美式文化情懷的三大知名象徵

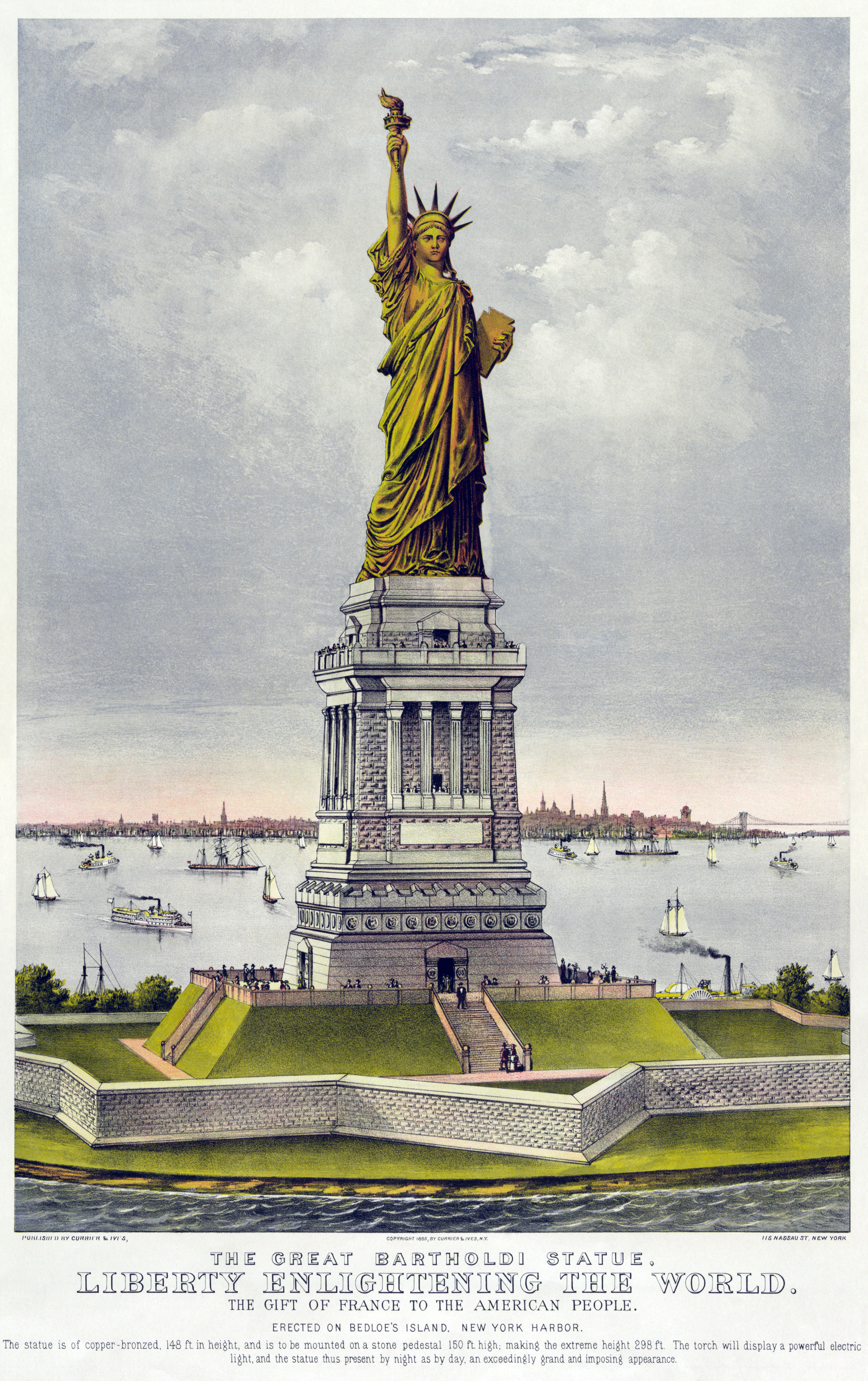
《自由光耀世界》，自由女神圖畫印刷版。出自Currier and Ives

美式風土情懷（英語：Americana）事關美國的歷史、地理、民俗和文化遺產，指的是所有與美國或美國人相關，或有這份特徵的實體和事務，之總合。可代表甚至概括整個美國文化，及其刻板印象。
何謂美式風土情懷，而又有哪些不是，很大程度上取決於國家認同、歷史背景、愛國主義和情懷。諸如「美國夢」之類的美國文化精神、信念、或理想，構成美國文化的核心。美式文化情懷所涵蓋的不僅物質層面，還包括與美國文化普遍相關的人、事、時、地、物、和概念。
「Americana」一詞兼指當代美國音樂中的一種流派，取鄉村音樂、草根搖滾(roots rock)、美國民謠、藍草音樂和藍調等美國各式音樂風格元素融為一體，發出貼近基層的獨特聲音。

## 懷舊
在20世紀中後期，「美式風土情懷」在很大程度上是追懷美國小城鎮處於世紀之交時的理想生活，約略是在1880年至第一次世界大戰期間。一般認為，美國在20世紀的生活和文化的大架構形塑於該時該地。美國作家亨利‧賽德爾‧坎比(Henry Seidel Canby)寫道：
小城小鎮就是我們的傳承，我們以之創出了二十世紀的美國。而這些社區曾有的風貌……我們虧欠了自己的子子孫孫。
有多種類型的風物符合了「美式風土情懷」的定義：相關文物不一定要古老，但多半要與美國經驗中的若干精髓有所連結。美國歷史上的各時期盡皆反映在當時的廣告和行銷中，而這些時期的各種古物、收藏、文物、和經典，正是美式風土情懷之典型。《大西洋月刊》將「美式風土情懷」一詞描述為「俚語，用以形容一般古物店裡寬慰人心的中產階級文物——如針枕、內戰時期的銀版照片、和銀雕組」。
對這段時期的懷古之情，出自於追懷出現在美國當時生活中令人生出自信的事物，如美國邊疆終被“征服”，美國人口普查局因而於1890年宣布“閉關”；且又剛於美西戰爭獲勝。到1912年，美國本土在政治上融合一致。視國家為均勻、堅實、一體化的理念，於焉成形。
正如坎比所言，
當時的美國人「真的就相信在7月4日的所見所聞，或在學校中讀到的一切，將時間當成連續一致，把《獨立宣言》、昭昭天命、新型管道系統、工廠體系發展、晨報、和教會社交活動什麼的全都套進去。這些全都是一下子就出現，比其他什麼地方都來得好，是自家的，還長長久久。……就這麼有了想要的國家……他們相信這不會變，只會出更多的浴缸，和更快的火車……自有記憶以來，這還是第一次，眾人對何謂當個美國人概無疑義。」
小說家堂·德里羅談及身為義大利裔美國人的成長經歷：
我的第一部小說就叫《美式風土情懷》並非偶然。這是一份個人的獨立宣言，表明我打算用上美國的整體面貌，和整體文化。美國在過去和現在都是移民的夢想，而身為兩名移民之子，我受拉來了我祖父母和父母的可能性所吸引。——與堂·德里羅對話
這份理想時期的時代精神為迪士尼樂園和神奇王國的「美國小鎮大街」園區所擷取。靈感來自華特·迪士尼的家鄉密蘇里州馬瑟林和哈珀·戈夫(Harper Goff)幼時家鄉科羅拉多州科林斯堡），以及音樂劇和電影《歡樂音樂妙無窮》和桑頓·懷爾德的舞台劇《我們的小鎮》。美式風土情懷中尤受推崇的是小鎮商家，如理髮店、藥店、冷飲店和冰淇淋店。其中有些在20世紀中葉對那個時代的懷舊風潮中復活，如以1890年代為主題的法瑞爾冰淇淋連鎖店(Farrell's Ice Cream Parlour)。

## 範例

### 文化象徵
- 美式足球[12]
- 棒球[13]
- 牛仔褲[14]
- 克拉克·肯特和超人
- 牛仔
- 職業摔跤
- 美國國旗[14]
- 7月4日[15]
- 好萊塢
- 拉什莫爾山[16]
- 66號公路[17]
- 小鎮[14]
- 自由女神像[15]
- 帳篷覺醒(Tent revival)[18]
- 感恩節[12]
- 白柵欄[19][14]
- 蠻荒西部[14]

### 食物
- 蘋果派[13]
- 燒烤[20]
- 泡泡糖[21]
- 巧克力
- 水牛城辣雞翅[22]
- 玉米片
- 肉卷
- 漢堡[23]
- 熱狗[13]
- 炸雞[24]
- 奶昔[25]
- 鬆餅
- 美式披薩[22]

### 音樂
- 藍調[26]
- 鄉村音樂
- 民謠
- 爵士樂[26]
- 搖滾樂[14]
- 《星條旗永不落》[15]

### 宗教
- 營地聚會[18]
- 帳篷覺醒[18]

### 服飾與時尚
- 藍色牛仔褲[27]
- T恤
- 牛仔帽
- 皮夾克[27]
- 牛仔夾克[27]
- 牛仔靴
- 樂福鞋
- 工作服[27]
- 大學預科
- 西裝

### 品牌
- 奧爾登
- 艾倫·愛德蒙茲(Allen Edmonds)
- 百威
- 雪佛蘭[13]
- 可口可樂[28][29][14]
- 迪士尼
- 福特
- 哈雷
- 傑克丹尼
- 傑斯伯
- 金賓威士忌
- 家樂氏
- Levi's[29][27][14]
- 麥當勞
- 萬寶路
- 耐吉
- 史泰森(Stetson)
- 德士古
- 添柏嵐

## 進階讀物
- Shaw, Robert. . University of Pennsylvania Press. 2023. ISBN 979-8-9885331-0-8 （英语）.

## 外部連結
- Merriam-Webster definition of "Americana"